# Futai-ji

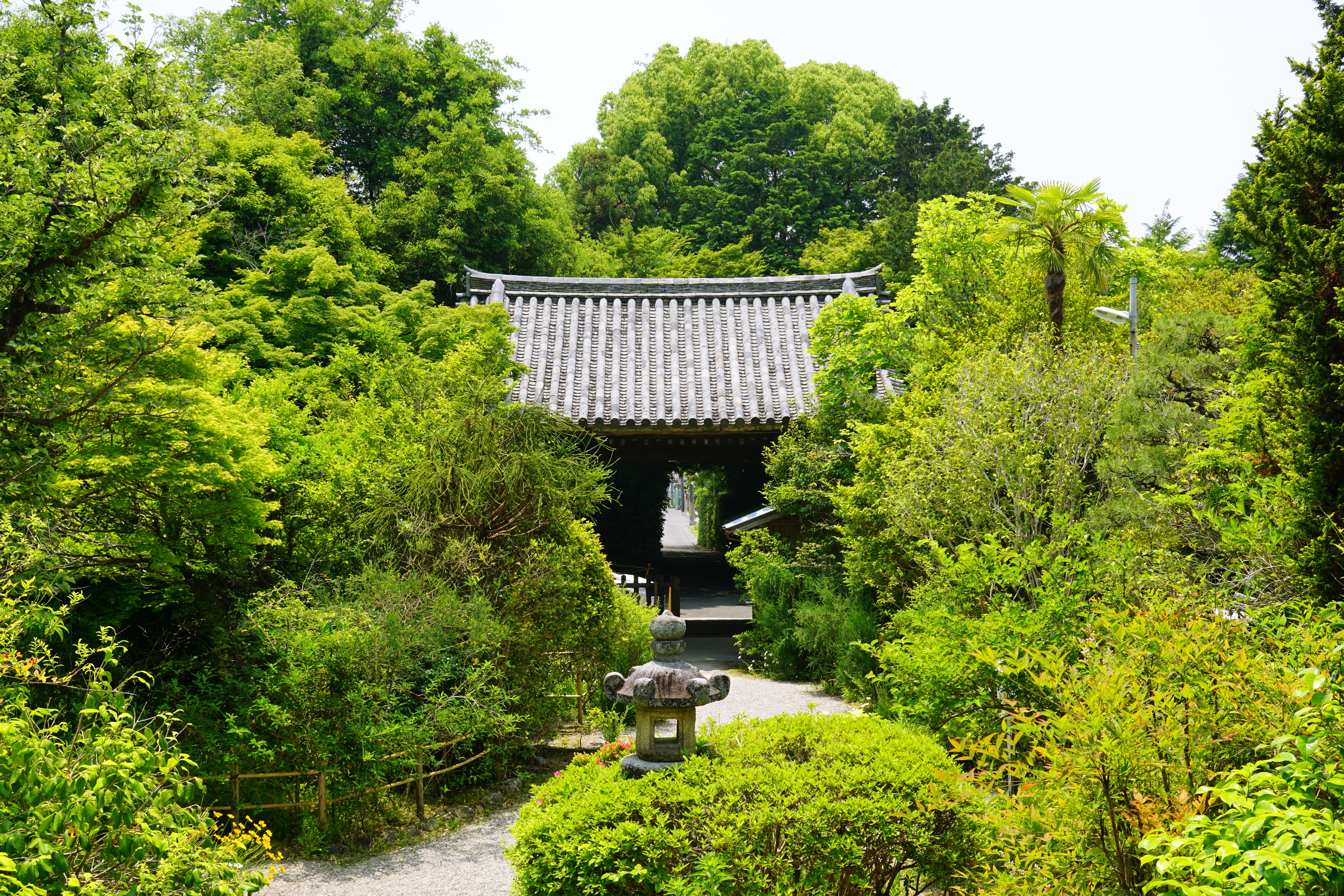
Mimami-mon

Le Futai-ji (不退寺), aussi connu sous le nom Narihira-dera (業平寺), est un temple bouddhiste situé à Nara au Japon.
Le Futai-ji est fondé en 847 par Ariwara no Narihira, connu comme l'auteur du Ise monogatari. Le temple est construit sur l'emplacement d'une ancienne résidence de l'ancien empereur Heizei, grand-père de Narihira. Le bâtiment principal abrite un Shō-kannon (聖観音) (une forme d'Avalokiteśvara ou Guanyin), entouré de cinq Vidyaraja, ainsi que d'un petit sanctuaire shinto également à l'intérieur du même bâtiment.

## Source
- John H. Martin, Nara : A Cultural Guide to Japan's Ancient Capital, Tuttle Publishing, 1993, 103–105 p. (ISBN 0-8048-1914-9, lire en ligne)

## Référence
- (en) Cet article est partiellement ou en totalité issu de l’article de Wikipédia en anglais intitulé « Futai-ji » (voir la liste des auteurs).